# Servizio bitstream
In telecomunicazioni bitstream è un servizio di interconnessione all'ingrosso (o 'wholesale') che consiste nella fornitura, da parte dell'operatore di telecomunicazioni dominante (incumbent) nel mercato delle reti di accesso (es. Telecom Italia in Italia), della capacità trasmissiva tra la postazione di un cliente finale ed un punto di interconnessione o POP (Point of presence) di un altro operatore OLO (Other Licensed Operators) che, a sua volta, vuole offrire servizi a banda larga ai propri clienti finali.

## Descrizione
Si differenzia dagli analoghi servizi unbundling local loop (ULL), Shared Access e dagli altri servizi ADSL e HDSL all'ingrosso (o 'wholesale') in quanto il servizio è integralmente gestito nell'ultimo miglio dall'operatore dominante.
Telecom Italia pubblica annualmente un'offerta di interconnessione per i servizi 'Bitstream', sottoposta a vincolo di approvazione da parte dell'autorità di settore Agcom.
Telecom Italia fornisce i servizi bitstream mediante l'impiego delle reti di trasporto dati che essa stessa impiega nei servizi rivolti alle proprie divisioni commerciali, a società collegate o controllate per la predisposizione dei propri servizi retail a banda larga corrispondenti al Mercato n. 12 delle Comunicazioni Elettriche, fra quelli identificati dalla
Raccomandazione sui mercati rilevanti della Commissione europea n. 2003/311/CE.